# Économie du Loiret

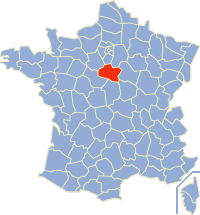
Le département du Loiret.

Cet article fournit des informations sur l'économie du Loiret. 
Le Loiret est un département français situé à environ 100 kilomètres au sud de Paris. Le PIB (produit intérieur brut) du Loiret était de 18 457 000 000 d'euros en 2005, soit 28 694 € par habitant.

## Entreprises
Près de 60 % des entreprises sont situées en périphérie d'Orléans, 20 % près de Montargis. Les trois-quarts ont moins de 20 salariés. Seuls 38 établissements emploient plus de 250 salariés.
Le chiffre d'affaires a augmenté de 4,1 % en 2005 (contre 3,1 % pour la France). La part des exportations représente 17,7 % (contre 33,5 % en France). Ces dernières représentent 38,9 % des exportations de la région Centre. L'essentiel se fait vers l'Union européenne (73 % contre 66 % pour la France) et marginalement vers les autres pays.
Le Loiret comporte trois pôles de compétitivité : la Cosmetic valley dédiée aux industries de cosmétiques et de parfumerie, le pôle des sciences et systèmes de l'énergie électrique et Élastopôle (industrie des caoutchoucs et des polymères).

## Emploi
Sur 633 400 habitants, le Loiret compte en 2004, 18 424 emplois non salariés et 251 888 emplois salariés. Le nombre de demandeurs d'emploi était estimé à 18 152 au 31 décembre 2007.
Le nombre d'employés a augmenté de près de 19 % sur les 15 dernières années (contre 14,8 % pour la France).
Le nombre d'emplois dans le privé a baissé de 0,8 % entre juin 2005 et juin 2006, soit une diminution de 1444 postes (contre une augmentation de 0,6 % dans la région Centre et de 1,3 % en France).

## Principales entreprises
Par ordre décroissant de chiffre d'affaires 2005 :
- John Deere, fabricant de matériel agricole, situé à Ormes et à Saran avec un effectif de 953 personnes ;
- Mr Bricolage SA, centrale d'achats située à La Chapelle-Saint-Mesmin avec un effectif de 295 personnes ;
- Arvinmeritor Lvc France, équipementier automobile situé à Saint-Jean-de-Braye avec un effectif de 443 personnes ;
- Lexmark, équipement de bureaux situé à Boigny-sur-Bionne.

Par ordre décroissant d'effectifs (chiffres 2005) :
- La Poste à Orléans (Centre de chèques postaux d'Orléans-la-Source) avec 2 400 personnes ;
- Hutchinson à Châlette-sur-Loing avec 1 678 personnes ;
- Parfum Christian Dior à Saint-Jean-de-Braye avec 1 579 personnes ;
- Crédit agricole Centre Loire à Saint-Jean-de-Braye avec 1 150 personnes ;
- EDF-Dampierre à Dampierre-en-Burly avec 1 100 personnes ;
- Servier à Orléans, industrie pharmaceutique avec 1 100 personnes ;
- Maury Imprimeur à Malesherbes avec 1 100 personnes ;
- Soprogem à Ormes, industrie cosmétique avec 550 personnes.
- Pierre Fabre Médicaments à Gien, industrie pharmaceutique avec 450 personnes;
- Sanofi Aventis à Amilly, industrie pharmaceutique avec 350 personnes ;
- Shiseido International France à Gien, industrie cosmétique avec 266 personnes ;
- Shiseido International France à Ormes, industrie cosmétique avec 260 personnes ;
- Gemey Maybelline à Ormes, industrie cosmétique avec 100 personnes.

## Agriculture
Le secteur de l'agriculture compte dans le Loiret près de 4 000 salariés dans 4 200 exploitations agricoles en 2004. Au 31 décembre 2007, il ne reste que 3 868 exploitations, dont :
– 941 de moins de 20 ha ;
– 1336 de 20 à 99 ha ;
– 1591 de 100 ha et plus.
Les principales productions sont les betteraves industrielles (le Loiret est le premier département producteur dans la région Centre), les céréales, les bovins (44 170 têtes en 2006) et les porcins (33 540 têtes en 2006).
Les vins d'Orléans et d'Orléans-Cléry bénéficient depuis 2006 de l'appellation d'origine contrôlée Orléans.

### Centres commerciaux
Les principaux centres commerciaux du département sont situés dans la Métropole d'Orléans. Deux se trouvent dans le centre-ville d'Orléans, Place d'Arc et les Halles Châtelet ; deux au nord, Cap Saran à Saran et l'Orée de Forêt à Fleury-les-Aubrais ; deux au sud, Olivet-la-Source à Olivet et Orléans-la-Source, et Expo Sud à Orléans ; l'un à l'Ouest, Aushopping Saint-Jean à Saint-Jean-de-la-Ruelle ; l'un à l'Est, Chécy Belles Rives à Chécy.

## Ressources et énergie
Près de 45 000 tonnes de pétrole brut ont été extraites du sol du Loiret en 2006, ce qui représente un peu plus de 4 % de la production française.
4 réacteurs nucléaires de 900 MW sont en activité dans le département.
Éolien : Vergnet